# Forcipomyia proavia
Forcipomyia proavia är en tvåvingeart som beskrevs av Debenham 1987. Forcipomyia proavia ingår i släktet Forcipomyia och familjen svidknott. Inga underarter finns listade i Catalogue of Life.